# اتحاد تشاد لكرة القدم

الشعار السابق

تأسس الاتحاد التشادي لكرة القدم في عام 1962 وانضم إلى الإتحاد الدولي لكرة القدم في 1988 وانضم إلى الاتحاد الأفريقي لكرة القدم في 1988.